# تشارلز أ. كاليس
تشارلز أ. كاليس هو سياسي أمريكي، ولد في 4 مايو 1865 في دبلن في جمهورية أيرلندا، وتوفي في 21 يناير 1947 في جاكسونفيل في الولايات المتحدة. انتخب عضو مجلس نواب ولاية يوتا ‏.